# Ambacht (handwerk)

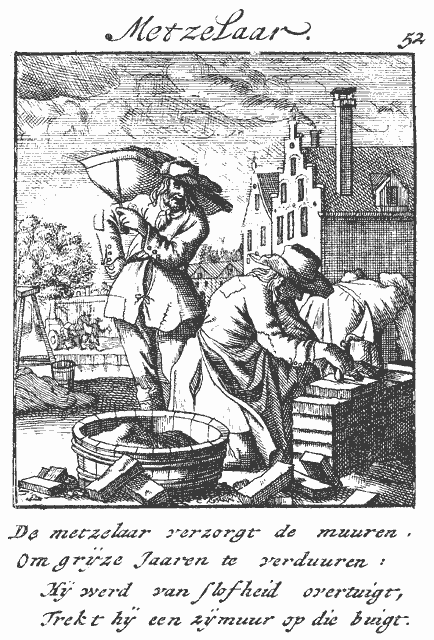
Metselaar op ets van Jan Luyken

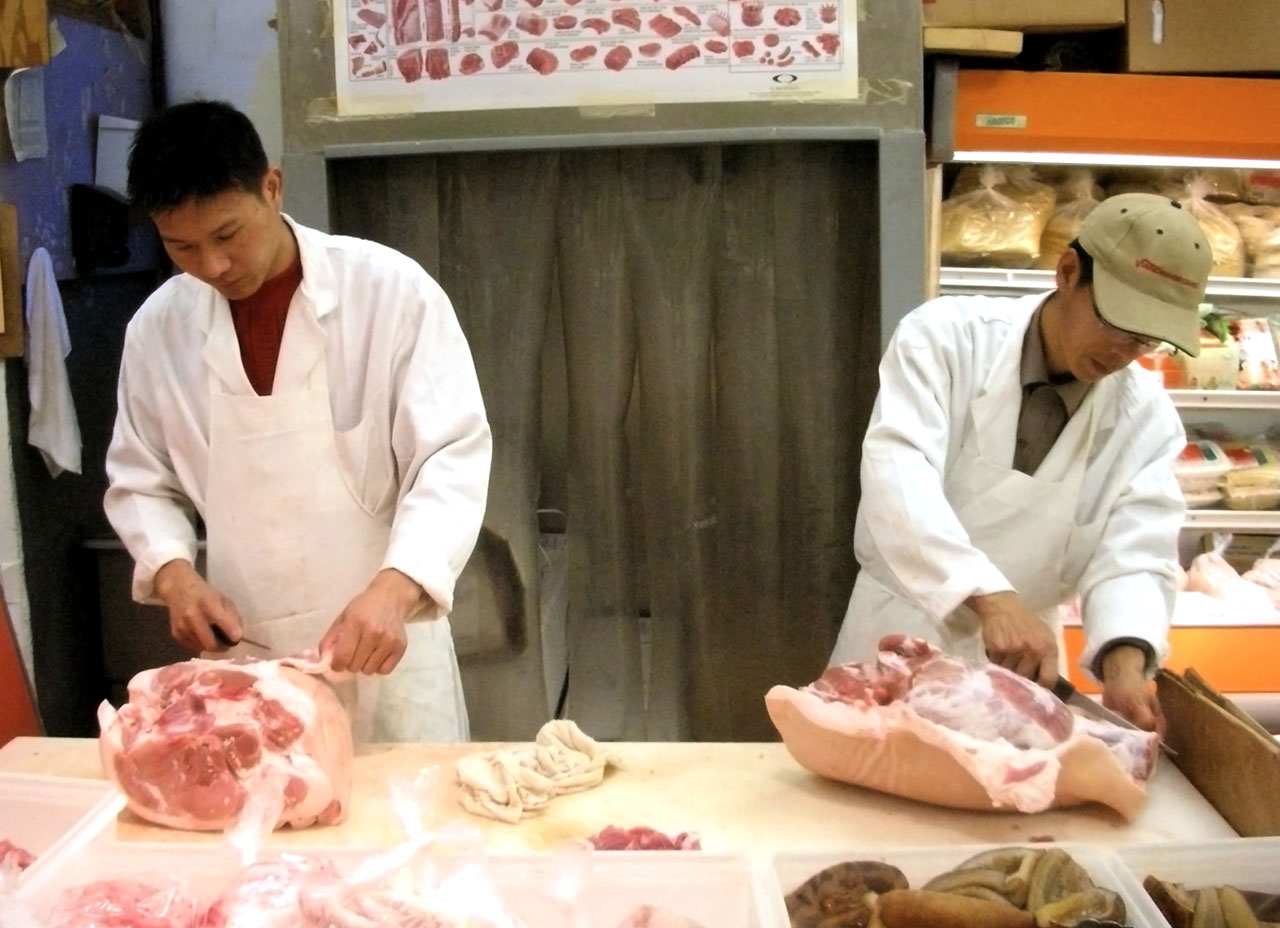
Slagers aan het werk

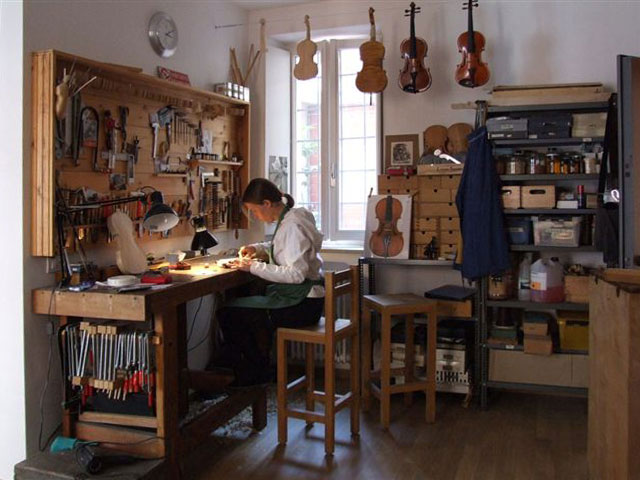
Werkplaats van vioolbouwer

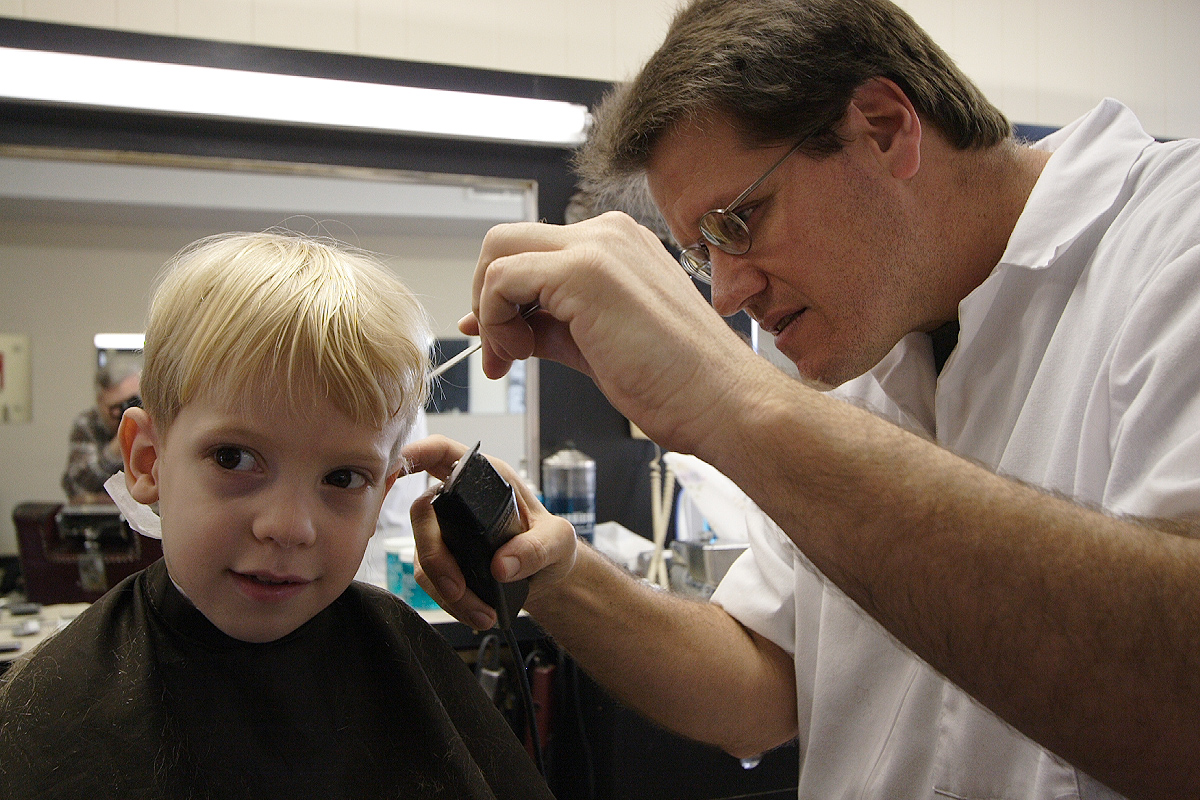
Kapper aan het werk

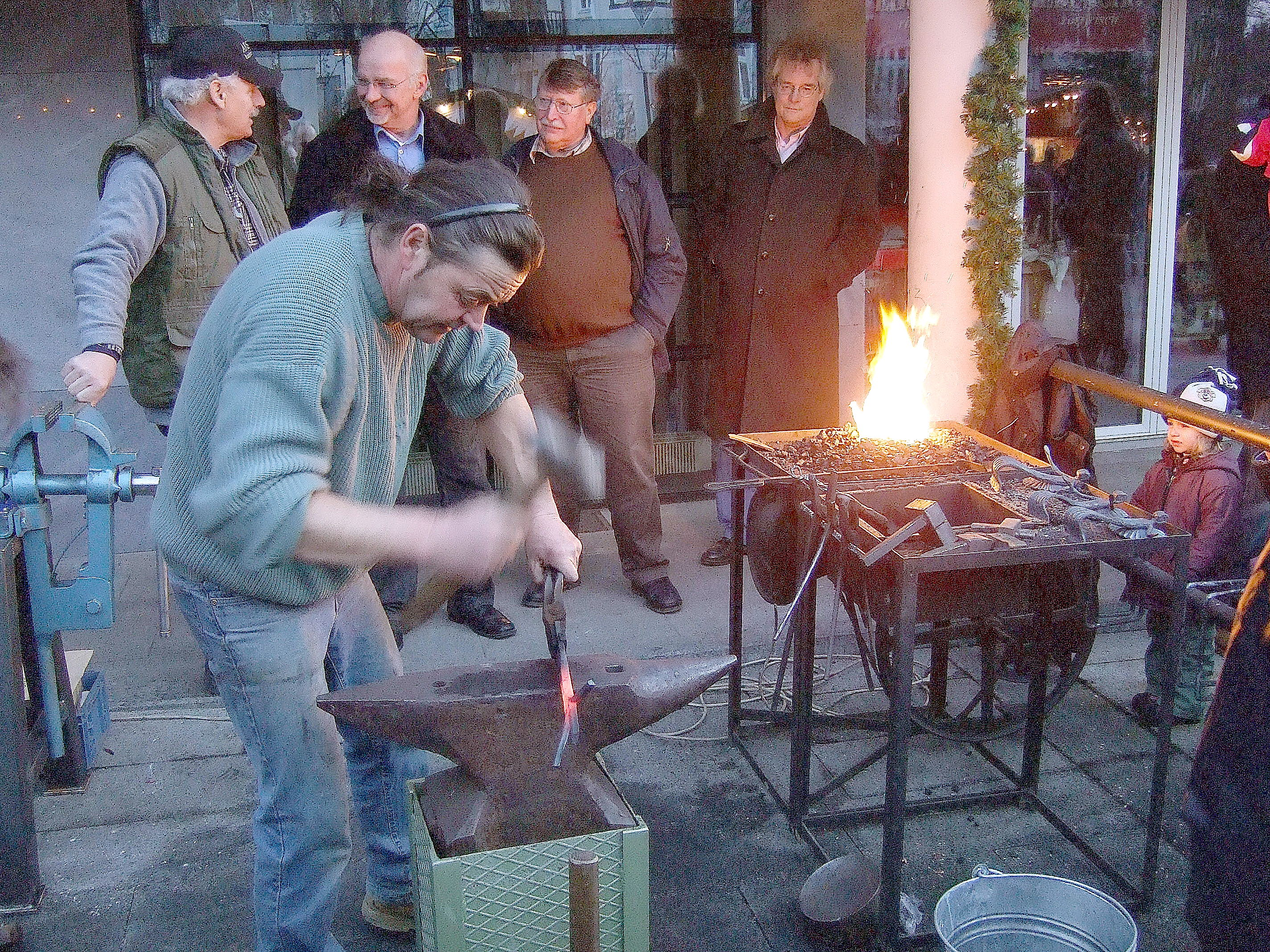
Demonstratie van een smid

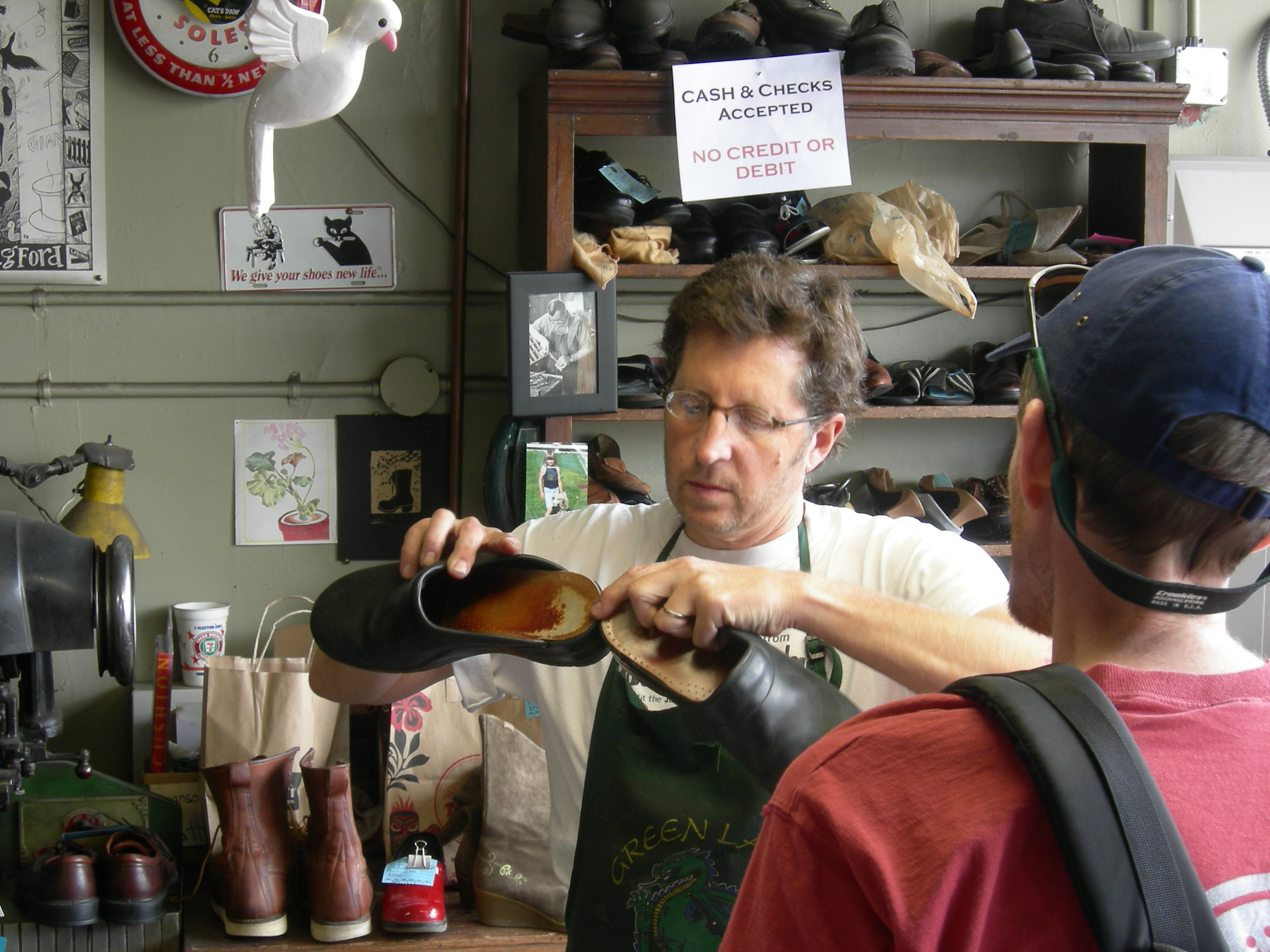
Schoenreparatie

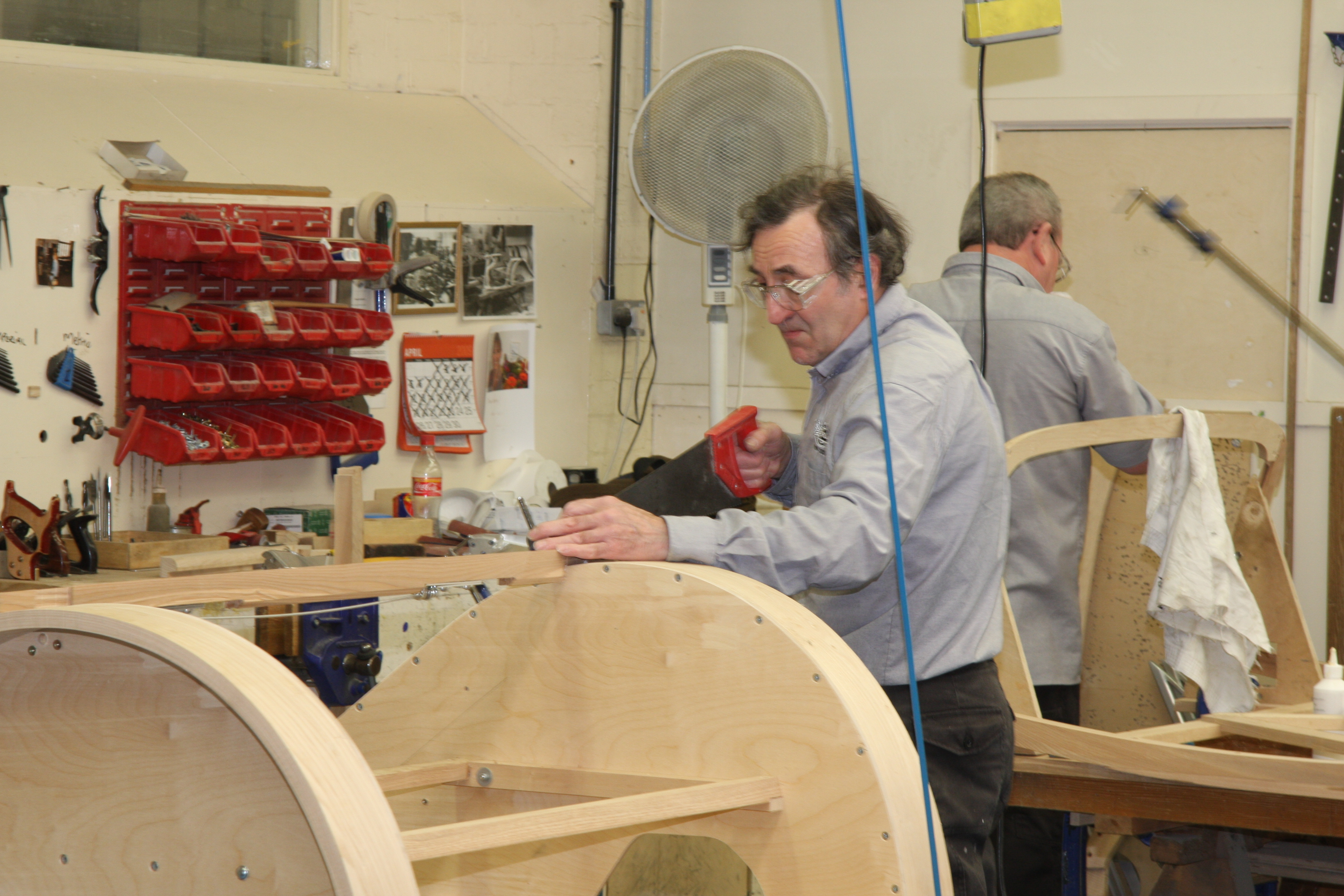
Houtbewerking

Een ambacht is een handvaardigheid dat wordt aangeleerd om een beroep mee uit te oefenen. Tegenwoordig kan ook in het ambacht een zekere graad van mechanisering en automatisering een rol spelen. Het ambacht heeft met de industrie gemeen, dat beide zich richten op de productie en verwerking van materiële goederen of waren. De industrie onderscheidt zich echter door de combinatie van het fabrieksmatige en grootschaligheid.

## Algemeen
De ambachten kunnen worden onderverdeeld:
- Museale ambachten zijn de sinds de industrialisatie vrijwel verdwenen ambachten. Vaak worden ze nog slechts regionaal beoefend of als demonstratie voor een museumpubliek, bijvoorbeeld in het Nederlands Openluchtmuseum te Arnhem, het Oude Ambachten & Speelgoed Museum in Terschuur, het Limburgs Openluchtmuseum Eynderhoof in Nederweert of in het Zuiderzeemuseum in Enkhuizen.
Voorbeelden: klompenmaker, touwslager, mandenvlechter, pottenbakker, bezembinder, kooiker of ganzenvanger.
- Hedendaagse ambachten
Voorbeelden: timmerman, metselaar, smid, bakker, slager, dakdekker.

In de tijd van de gilden werd een ambacht in de praktijk geleerd. De "leerling" die de basisvaardigheden beheerste, werd "gezel" genoemd; na het afleggen van de meesterproef werd de ambachtsman "meester". De keurmeester kon beslissen wie er meester werd. Onder andere in Maastricht werden de gilden aangeduid als ambachten.
In de 19e eeuw werden in Nederland de eerste ambachtsscholen gesticht. Dit type onderwijs is inmiddels onderdeel van het vmbo.

## Ambachtseconomie in Nederland
De ambachtseconomie is een belangrijke sector in de Nederlandse economie. In de sector werken ruim 800.000 vakmensen in 420.000 ambachtelijke ondernemingen. 84% daarvan betreft een bedrijf met 1 werkzaam persoon. De totale omzet van de Nederlandse ambachtseconomie omvat in 2013 € 165 miljard.

## Samenwerking van ambachtslieden in Nederland
Voorheen waren er een aantal organisaties die zich inzetten voor samenwerkingsmogelijkheden voor ambachtslieden in Nederland, zoals het Hoofdbedrijfschap Ambachten en het Centrum voor Ambachtseconomie.
Sinds 2016 zet AmbachtNederland zich in voor een sterkere ambachtseconomie en de continuïteit van ambachtelijk branches en bedrijven. Dit gebeurt bijvoorbeeld door de instroom van ambachtelijk ondernemers te bevorderen via de Ambachtsacademie. Een opleidingsstructuur volgens het leerling-gezel-meester systeem. In 2023 is AmbachtNederland als coöperatie van ambachtelijk ondernemers, 'Gemaakt in Nederland' gestart. Dit is een online platform waar ambachtelijk ondernemers gezamenlijk hun bedrijf en ambacht zichtbaar maken. Ze werken er samen aan meer waardering voor ambachtelijk vakmanschap en meer instroom van vaklieden in ambachtelijke branches.

## Ambachtsbranches
- Voedingsambacht
  - Banketbakkersbedrijf
  - Consumptie-ijsbereidingsbedrijf
  - Slagersbedrijf

- Productieambacht
  - Fijnkeramischbedrijf
  - Maatoverhemdenbedrijf
  - Schoenmakersbedrijf
  - Modisterijbedrijf
  - Muziekinstrumentenmakersbedrijf
  - Natuursteenbedrijf

- Uiterlijke-verzorgingsambacht
  - Kappersbedrijf
  - Grimeurs- en toneelkappersbedrijf
  - Schoonheidsverzorgingsbedrijf
  - Voetverzorgingsbedrijf
  - Visagisten

- Gebouwverzorgend ambacht
  - Glazenwassersbedrijf
  - Schoorsteenvegersbedrijf

- Medische hulpmiddelentechniek
  - Optiekbedrijf
  - Orthopedisch schoentechnisch bedrijf
  - Tandtechnisch laboratoriumbedrijf

- Reparatieambacht consumptiegoederen
  - Fietsherstellersbedrijf
  - Goud- en zilversmidsbedrijf
  - Kledingreparatiebedrijf
  - Lederwarenambacht
  - Naaimachinebedrijf
  - Schoenherstellersbedrijf
  - Textielreinigingsbedrijf
  - Uurwerkmakersbedrijf
  - Zadelmakersbedrijf
  - Hoefsmid

- Bouwambacht
  - Bestratingsbedrijf
  - Dakdekkersbedrijf
  - Glasbewerkingsbedrijf
  - Glazeniersbedrijf
  - Natuursteenbedrijf
  - Parketvloerenleggersbedrijf
  - Rietdekkersbedrijf
  - Schildersbedrijf
  - Voegbedrijf
  - Zonweringsbedrijf